# Парламентские выборы в Лаосе (2016)
Парламентские выборы в Лаосе проходили 20 марта 2016 года. Правящая Народно-революционная партия Лаоса была единственной партией на выборах и сохранила подавляющее большинство в Национальном собрании.

## Избирательная система
149 депутатов Национального собрания избирались в 18 многомандатных избирательных округах, число мандатов в которых колебалось от 3 до 14. Кандидат, набравший наибольшее число голосов, считался избранным. Кандидат должен был получить поддержку местных властей или массовой общественной организации и быть одобренным избирательной комиссией. Количество мест в парламенте было увеличено с 132 на выборах 2011 года до 149 в 2016 году.

## Предвыборная кампания
На 149 мест парламента претендовало 211 кандидатов, из них 50 женщин и 48 депутатов предыдущего созыва. Предвыборная кампания была сфокусирована на экономическом развитии.

## Результаты выборов
|                                                                 |           |       |      |      |  |  |  |  |
| Партия                                                          | Голосов   | %     | Мест | +/-  |  |  |  |  |
| Народно-революционная партия Лаоса                              |           | 97    | 144  | +16▲ |  |  |  |  |
| Независимые                                                     |           | 3     | 5    | +1▲  |  |  |  |  |
| Недействительных бюллетеней                                     |           | -     | -    | -    |  |  |  |  |
| Всего                                                           | 3 657 026 | 100   | 149  | +17▲ |  |  |  |  |
| Зарегистрированных избирателей/Явка                             | 3 733 932 | 97,94 | -    | -    |  |  |  |  |
| Источник: IPU Архивная копия от 1 июля 2016 на Wayback Machine. |           |       |      |      |  |  |  |  |

## Последующие события
Национальное собрание провело первое после выборов заседание 20 апреля и избрало Буннянг Ворачит президентом Лаоса, сменившего Тюммали Сайнясона, и Тхонглуна Сисулита премьер-министром, который сменил на посту Тхонгсинга Тхаммавонга.